# Textile
Textile – język formatowania tekstu, oryginalnie rozwijany przez Deana Allena. Służy do formatowania tekstu na forach i stronach internetowych. Textile jest dostępne standardowo lub jako wtyczka w wielu systemach CMS.
Textile jest rozpowszechniane na licencji GNU General Public License.
Wersja 2.0 beta została opublikowana w 2004 jako część systemu CMS Textpattern.
Wersja 2.0 została opublikowana w 2006.

## Przykłady użycia
Przykładowo zapisanie:
```
* _emfaza, lista wypunktowana_ 
* *silna emfaza*
** **pogrubienie, lista wypunktowana poziom drugi**
** # __kursywa(tm), lista wypunktowana i numerowana__

```

Da następujący kod XHTML:
```
<ul>
	<li><em>emfaza, lista wypunktowana</em> </li>
	<li><strong>silna emfaza</strong>
<ul>
	<li><b>pogrubienie, lista wypunktowana poziom drugi<b></li>
	<li>	<ol>
	<li><i>kursywa™, lista wypunktowana i numerowana<i></li>
</ol></li>
</ul></li>
</ul>

```

Co w przeglądarce może prezentować się na przykład tak:
- emfaza, lista wypunktowana
- silna emfaza
  - pogrubienie, lista wypunktowana poziom drugi

  1. kursywaTM, lista wypunktowana i numerowana